# Rockabilly i Europa
Rockabilly i Europa är den europeiska delen av en västlig musik- och kulturgenre som tar avstamp i tidig amerikansk rockmusik. Rockabilly utgör en del av den så kallade retro-trenden, vars utövare (vissa nostalgiskt och andra ironiskt) drömmer sig åter till en tidigare epok där de känner sig mer hemma än i nutiden. Bland rockabilly-artisterna återfinns ofta ett framhävande dels av vetaranbilshobbyn och dels av lantlig livsstil i motsats till storstadskulturen.

## Festivaler
- Rebelmania Rock 'n' Roll Festival, Leonberg, Tyskland[3]
- Rockabilly Convention, Eging am See, Tyskland[4]
- Rockabilly Dreamfish, Allasac, Frankrike[5]
- Rockabilly Earthquake, Bremen, Tyskland
- Rockabilly Explosion, Hosskirch, Tyskland[6]
- Rockabilly Rave, Camber Sands, Storbritannien
- Sweden Rockabilly Festival, Lerdala, Sverige[7]

Rockabilly-musik är obligatorisk vid retro-festivaler, där besökarnas bilar och kläder är tidstrogna till 1950-talet. A-bombers söder om Uddevalla och Rust 'n' Dust Jalopy söder om tyska Rostock är i dag Europas största retrofestivaler.

## Artister
Frankrike
- Earl And The Overtones (Frankrike)[5]
- Jake Kalypso And His Red-Hots (Frankrike)[10]
- The Grumpys (Frankrike)[5]

Storbritannien
- Darrell Higham and The Enforcers (England)[11]
- Emma & The Ragmen (Skottland)
- John Lewis And His Trio (Wales)
- Lewis Dexter (England)[6]
- The Blue Cats (England) [11]
- The Polecats (England)

Sverige
- Eva Eastwood (Örebro)
- Hi-Winders[5]
- Jack Baymoore & the Bandits (Uddevalla)
- John Lindberg Trio (Rättvik)
- Sneaky Pete & Cool Cats (Färgelanda)
- Terry O’Connel & His Pilots (Nyköping)
- The Country Side of Harmonica Sam (Malmö) [12]
- The Go Getters (Västerås)
- The Playtones (Kallinge)
- Top Cats (Torsby)
- Wildfire Willie and the Ramblers (Eskilstuna)

Tyskland
- Backdraft[6]
- Blue Ribbon Four
- Booze Bombs[3]
- Foggy Mountain Rockers
- Hellabama Honky-Tonks
- Honky Tonk Pounders
- Horst With No Name
- Jenny And The Lovers[13]
- Jungle Rebels
- Rosies Rockets
- Smokestack Lightning
- The Gang
- The Pinstripes
- Tin Cans

## Webradiostationer
Schweiz
- Rockanrollradio[14]

Spanien
- Charles Tilley[15]

Sverige
- Dagnys Jukebox[16]

UK
- Radiobilly[17]